# کنگرلی (ترتر)
کنگرلی (به لاتین: Kəngərli) یک منطقه مسکونی در جمهوری آذربایجان است که در شهرستان ترتر واقع شده‌است. کنگرلی ۱۳۶۱ نفر جمعیت دارد.